# 愛知県道346号越戸停車場線

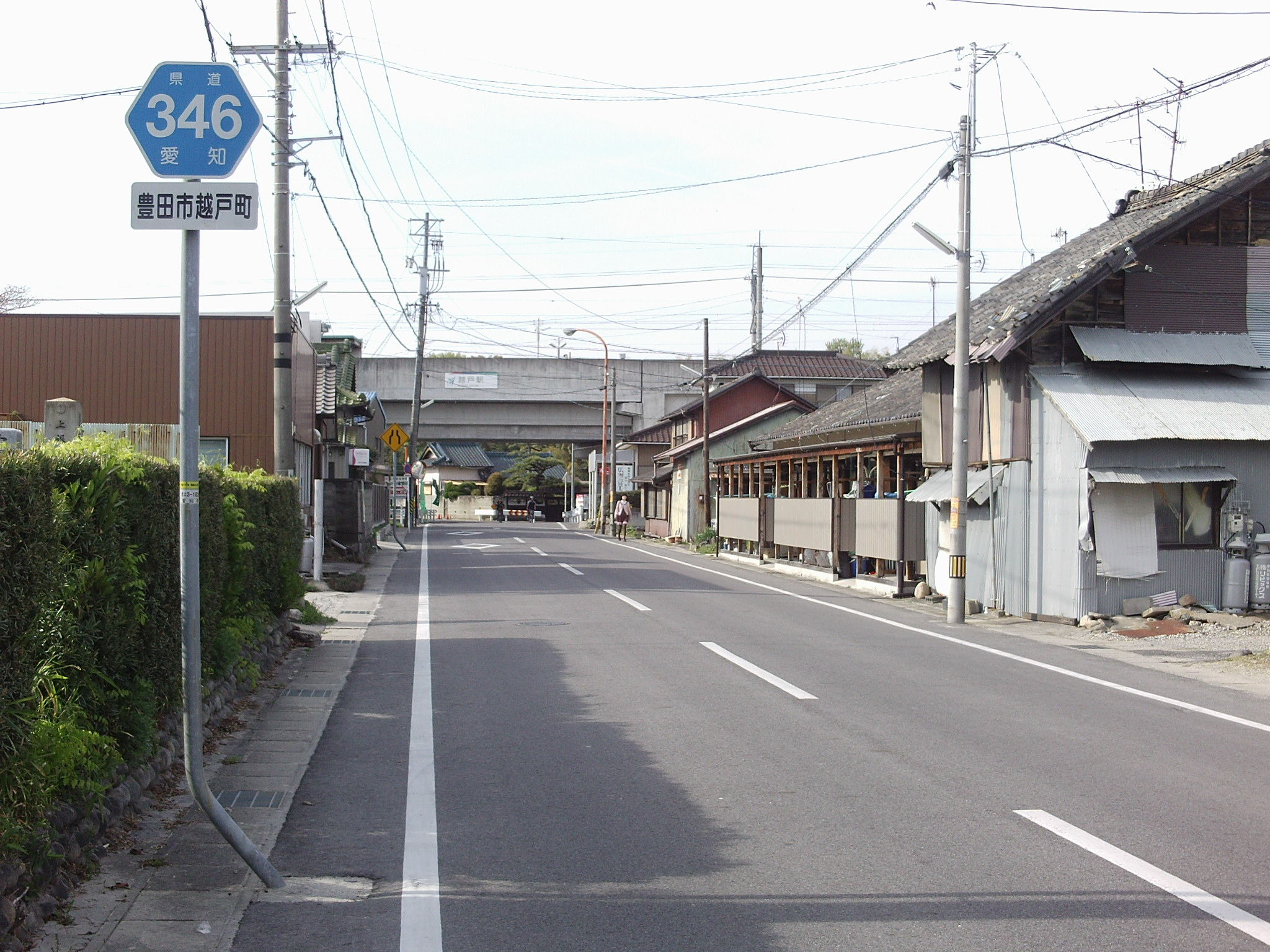
越戸停車場を望む。もと地上駅であったが2000年に高架化が完了し、愛知県道348号西中山越戸停車場線とを一直線に結ぶ。

愛知県道346号越戸停車場線（あいちけんどう346ごう こしどていしゃじょうせん）は、愛知県豊田市を通る一般県道である。

## 概要

### 路線データ
- 起点：愛知県豊田市越戸町（越戸停車場）
- 終点：愛知県豊田市越戸町（国道153号交点）

## 沿革
- 1959年12月15日：認定

## 通過する自治体
- 愛知県
  - 豊田市

## 接続する道路
- 愛知県道348号西中山越戸停車場線（越戸停車場）
- 国道153号（「越戸駅南」交差点）

## 周辺
- 名鉄三河線 越戸駅